# 阿卜杜勒·阿哈德·莫赫曼德
阿卜杜勒·阿哈德·莫赫曼德（普什圖語：‎，1959年—）是一位阿富汗宇航员，也是阿富汗第一位以及唯一一位宇航员。他同时也是第四位到达太空的穆斯林。

## 早年
阿卜杜勒·阿哈德·莫赫曼德1959年出生于阿富汗王国加兹尼省安达尔行政区，属于普什图族。高中毕业后进入喀布尔理工学院，1978年入伍，前往苏联接受飞行员培训，先后于克拉斯诺达尔高等军事航空学校和基辅高等军事航空工程学校学习，然后于1981年返回阿富汗，担任空军飞行员。1984年，他返回苏联于加加林空军学院接受训练并于1987年毕业。。

## 宇航员生涯
阿卜杜勒·阿哈德·莫赫曼德从加加林空军学院毕业后不久，1987年11月，他参加了苏联领导的国际宇航员计划中阿富汗宇航员候选人的遴选。1988年1月，他被选为主要候选人穆罕默德·道兰的替补。随后两人抵达星城，在加加林宇航员培训中心接受训练。但因穆罕默德·道兰患阑尾炎等原因，莫赫曼德替代穆罕默德·道兰成为正式乘员。

### 和平号空间站
联盟TM-6/联盟TM-5
1988年8月29日4时23分，阿卜杜勒·阿哈德·莫赫曼德与苏联宇航员弗拉基米尔·利亚霍夫、瓦列里·波利亚科夫搭乘联盟TM-6自拜科努尔航天发射场升空，8月31日与和平号空间站对接。在太空期间，莫赫曼德进行了多项实验，还与时任阿富汗总统穆罕默德·纳吉布拉与自己的母亲进行通话。
9月5日23时54分，阿卜杜勒·阿哈德·莫赫曼德与弗拉基米尔·利亚霍夫准备乘坐联盟TM-5返回地球，但在轨道舱分离后，因光学敏感器被飞船遮住阳光导致读数错误、点火提前，在计算机取消点火指令、系统恢复正常时，飞船已驶出3500千米，着陆区严重偏离预定着陆点，利亚霍夫手动停止点火。在飞船飞行两圈尝试第二次再入时，因备份计算机程序没有重新设置，利亚霍夫尝试了三次手动点火，发动机均提前停止点火。在寒冷的返回舱内度过一夜、发现故障来源于软件而非发动机后，9月7日清晨，利亚霍夫手动处理降落程序，并选择一条美国人多次用过的1970年阿波罗13号飞船的轨道成功返回主着陆区。

### 太空任务总计
| # | 发射载具 | 发射时间（UTC）      | 着陆载具 | 着陆时间（UTC）      | 时长总计    | 舱外活动次数 | 舱外活动时长 |
| - | -------- | -------------------- | -------- | -------------------- | ----------- | ------------ | ------------ |
| 1 | 联盟TM-6 | 1988年8月29日4时23分 | 联盟TM-5 | 1988年9月7日14时03分 | 8日20时26分 | 0            | 0            |
|   |          |                      |          |                      | 8日20时26分 | 0            | 0            |

## 后续
阿卜杜勒·阿哈德·莫赫曼德返回地球后，曾担任阿富汗民航部副部长约六个月。1992年纳吉布拉政权被推翻后，他移居德国斯图加特成为一名会计师，并于2003年成为德国公民。

## 荣誉
- 苏联英雄（1988年，苏联）
- 阿富汗民主共和国英雄（俄语：Герой Демократической Республики Афганистан）（1988年）
- 自由太阳勋章（俄语：Орден «Солнце Свободы»）（1988年）
- 太空探索优异奖章（2011年，俄罗斯）